# ستيفن ليكوك
ستيفن بي. إتش. باتلر ليكوك، عضو في الجمعية الملكية الكندية (30 ديسمبر 1869- 28 مارس 1944) ومدرس كندي وعالم في السياسة وكاتب عرف بحسه الفكاهي. كان كذلك من أفضل الفكاهيين المتحدثين باللغة الإنجليزية في العالم بين عامي 1915 و1925، واشتهر بحسه الفكاهي الخفيف منتقدًا الحماقات التي يرتكبها الناس.

## النشأة
ولد ستيفن ليكوك في 30 ديسمبر من عام 1869 في سوانمور، وهي قرية بالقرب من ساوثهامبتون في جنوب إنجلترا. هو الابن الثالث من بين أحد عشر ابنًا ولدوا (لوالتر) بيتر ليكوك (1834) الذي ولد ونشأ في أوك هيل على جزيرة آيل أوف ويت، تلك الجزيرة التي اشتراها جده بعد عودته من ماديرا حيث كانت عائلته قد حققت ثروة من خلال عملها بالمزارع، لاسيما مزرعة ليكوك للنبيذ في ماديرا التي تأسست في عام 1760. أما والدة ستيفن، أغنيس، فولدت في سوبيرتون وكانت البنت الصغرى (لكارولين لينتون بالمر) الزوجة الثانية للقس ستيفن باتلر، وكان ذلك في منزل بيري لودج الذي تعود ملكيته لآل باتلر ويطل على قرية هامبيلدون، هامبشاير. كان ستيفن باتلر (الذي سمي ليكوك تيمنًا به) حفيدًا للأدميرال جيمس ريتشارد داكريس وشقيقًا للسير توماس داكريس باتلر الذي عمل حاجبًا للصولجان الأسود. كانت والدة ليكوك الأخت غير الشقيقة للرائد توماس أدير باتلر الذي حصل على جائزة صليب فكتوريا أثناء حصار واحتلال لوكناو في الهند.
صمم والد بيتر، توماس موردك ليكوك جي. بي على إرسال ولده إلى المستعمرات لكن عندما اكتشف أن ابنه بيتر قد تزوج من أغنيس في عمر الثامنة عشرة من دون إذنه، أرسلهما بسرعة إلى جنوب أفريقيا حيث اشترى لهما مزرعة هناك. فشلت تلك المزرعة في جنوب إفريقيا وعاد والدا ستيفن إلى هامبشاير حيث ولد. انتقلت العائلة بعد ذلك إلى كندا عندما كان ستيفن في السادسة من عمره حيث استقرت في مزرعة بالقرب من قرية سوتون، أونتاريو وشواطئ بحيرة سيمكو. لم تنجح مزرعتهم كذلك في مقاطعة جورجينا وتمكنت العائلة من الوقوف على أقدامها، فقط من خلال المال الذي أرسله جد ليكوك من طرف الأب. أدمن والد ستيفن، توماس، على الكحول وفي خريف عام 1878 سافر نحو الغرب إلى مانيتوبا مع شقيقه إي. بي. ليكوك (ما شكل موضوع كتاب ستيفن بعنوان عمي الرائع الذي نشر عام 1942)، تاركًا خلفه زوجته أغنيس والأطفال.
أرسل الجد حفيده ستيفن الذي لطالما عرف بذكائه الواضح إلى مدرسة النخبة الخاصة في آبر كندا كوليج في تورنتو، والتحق أخوته الأكبر منه أيضًا بتلك المدرسة حيث كان ستيفن الأول على صفه واختير ليكون عريفًا له. تخرج ليكوك في عام 1887 وعاد إلى منزله ليجد والده قد رجع من مانيتوبا. بعد ذلك بفترة قصيرة، غادر والده العائلة من جديد ولم يعد هذه المرة أبدًا. يوجد بعض اللغط حول ما حصل لبيتر ليكوك، فتقول إحدى السيناريوهات أنه انتقل للعيش في الأرجنتين، بينما تشير مصادر أخرى إلى أنه انتقل إلى نوفا سكوشيا وغير اسمه إلى لويس.
بدأ ليكوك الدراسة عام 1887 وهو بعمر السابعة عشرة في كلية الجامعة في جامعة تورنتو، حيث قبل في أخوية زيتا بي إس آي. مولت منحة دراسية صغيرة دراسته خلال عامه الأول لكنه وجد فيما بعد أنه غير قادر على متابعة دراساته في السنوات اللاحقة بسبب الصعوبات المادية. فغادر الجامعة ليعمل كمدرس في بلدية ستراثروي، أوكسبريدج وأخيرًا في تورنتو، وهي مهنة كرهها بشدة. تمكن ليكوك أثناء عمله كمدرس في كلية أبر كندا، أي مدرسته الأم، من حضور عدد من الدروس في جامعة تورنتو، وفي عام 1891 حصل على شهادته من خلال دراسات الدوام الجزئي. نشرت أولى كتاباته خلال هذه الفترة في الجريدة الطلابية، ذا فارسيتي.

## حياته الأكاديمية والسياسية
بعد تبدد أوهام ليكوك تجاه مهنة التدريس، بدأ في التحضير للدراسات العليا في جامعة شيكاغو تحت إشراف ثورستاين فيبلن، وحاز شهادة الدكتوراه في العلوم السياسية والاقتصاد السياسي. انتقل من شيكاغو في ولاية إلينويز إلى مونتريال، كيبيك حيث أصبح أخيرًا بروفيسور في الاقتصاد السياسي، وشغل كرسي الاقتصاد والعلوم السياسية في جامعة ماك جيل لفترة طويلة.
اقترن اسم ليكوك اقترانًا وثيقًا بالسير آرثر كوري، وهو قيادي سابق في الفيلق الكندي خلال الحرب العالمية الأولى ورئيس لجامعة ماك جيل منذ عام 1919 حتى وفاته عام 1933. في الحقيقة، كان كوري طالبًا لدى ليكوك وراح يراقبه وهو يمارس مهنة التعليم في ستراثروي في عام 1888. أجبر قرار صادر عن مجلس إدارة جامعة ماك جيل، ليكوك على تقديم استقالته في عام 1936، وهو احتمال لم يكن كوري يتوقعه.
كان ليكوك اجتماعي محافظ وأحد مناصري السياسة المحافظة، فعارض إعطاء المرأة حقها في التصويت ولم يكن له رأي واضح وحاسم تجاه هجرة غير الإنجليزيين، فعبر عن دعمه لتوسيع الهجرة إلى ما بعد الأنجلو سكسونية وذلك قبل الحرب العالمية الثانية، ليعود ويكتب عن معارضته لتوسيع الهجرة الكندية إلى ما بعد الأنجلو سكسونية عندما أوشكت الحرب العالمية الثانية على الانتهاء. كان ليكوك بطلًا مخلصًا للإمبراطورية البريطانية وحركة الاتحاد الإمبراطورية وقام برحلات ألقى فيها محاضرات لتعزيز هذه القضية. وبالرغم من تحفظه فقد كان مدافعًا شرسًا عن فكرة سن تشريعات للصالح العام وإعادة توزيع الثروة. يعتبر البعض اليوم ليكوك شخصية تاريخية معقدة ومثيرة للجدل بسبب آرائه وكتاباته. فلطالما كان ولوقت طويل مؤمنًا بأفضلية اللغة الإنجليزية للحد الذي جعله عنصريًا تجاه السود والشعوب الأصليين.
رفض ليكوك دعوة رئيس الوزراء آر. بي. بينيت لترشيح نفسه لانتخابات دومينيون عام 1935. أسس ليكوك مقرًا للمرشحين المحافظين المحليين في منزله الصيفي.